# Ludwig Ahorner
Ludwig Ahorner (* 9. Mai 1930 in Straubing; † 14. Mai 2007 in Bergisch Gladbach) war ein deutscher Geowissenschaftler. Zwischen 1960 und 1995 leitete er die Erdbebenstation Bensberg.

## Leben
Ludwig Ahorner studierte Geologie bei Martin Schwarzbach an der Universität zu Köln. Unmittelbar nach seinem Diplom wurde Ahorner die Leitung der von Schwarzbach gegründeten Erdbebenstation Bensberg übertragen. 1962 wurde er mit der Dissertationsschrift Untersuchungen zur quartären Bruchtektonik der Niederrheinischen Bucht in Köln promoviert. Ab 1961 erhielt Ahorner eine Stelle als wissenschaftlicher Assistent am Kölner Geologischen Institut, wo er am 26. April 1979 zum außerplanmäßigen Professor berufen wurde.
Als Erdbebengeologe und Leiter der Erdbebenstation Bensberg oblag Ahorner die seismische Überwachung der Tagebauten des Rheinischen Braunkohlereviers sowie die Erstellung erdbebengerechter Baunormen.
Er erstellte unter anderem seismologischen Gutachten für Kernkraftwerke und Stauanlagen. Darunter Gutachten für das Kernkraftwerk Mülheim-Kärlich und das Erkundungsbergwerk Gorleben.
Ahorner war Mitglied der Deutschen Gesellschaft für Erdbeben-Ingenieurwesen und Baudynamik.